# Кшикув (Нижньосілезьке воєводство)
Кшикув (пол. Krzyków, нім. Krickau) — село в Польщі, у гміні Черниця Вроцлавського повіту Нижньосілезького воєводства.
Населення — 320 осіб (2011).
У 1975-1998 роках село належало до Вроцлавського воєводства.

## Демографія
Демографічна структура станом на 31 березня 2011 року:
|          | Загалом | Допрацездатний вік | Працездатний вік | Постпрацездатний вік |
| -------- | ------- | ------------------ | ---------------- | -------------------- |
| Чоловіки | 148     | 33                 | 105              | 10                   |
| Жінки    | 172     | 38                 | 112              | 22                   |
| Разом    | 320     | 71                 | 217              | 32                   |